# Râul Soveja
Râul Soveja este un curs de apă, afluent al râului Șușița. 